# モスタファ・タレク
モスタファ・タレク（Mostafa Tarek, 2001年3月28日 - ）は、カタール・ドーハ出身のサッカー選手。アル・サッドSC所属。カタール代表。ポジションはMF。

## 経歴
2019-20シーズンにアル・サッドSCのトップチームに昇格。2019年12月23日のアル・ガラファSC戦でデビューした。翌シーズンはわずか1試合の出場に終わったが、2022023シーズンは6試合と出場機会を伸ばした。

### 代表
2022年8月26日のジャマイカ代表との親善試合でA代表デビュー。
2022 FIFAワールドカップの本大会メンバーにも選出された。クラブではレギュラーではないものの、将来性を買われての選出と報じられた。

## 代表歴

### 出場大会
- カタール代表
  - 2022 FIFAワールドカップ

### 試合数
- 国際Aマッチ 15試合 2得点（2022年-）[5]

| カタール代表 | 国際Aマッチ | 国際Aマッチ |
| 年           | 出場        | 得点        |
| ------------ | ----------- | ----------- |
| 2022         | 1           | 0           |
| 2023         | 14          | 2           |
| 2024         |             |             |
| 通算         | 15          | 2           |